# Возглашение о календах, нонах и идах
«Великого книжника Антиохийского Возглашение о календах, нонах и идах» («Великаго книжника Антиохиискаго о каландѣхъ и о нонѣхъ и о идусѣхъ възъглашение к нѣкимъ другомъ его») — переводное астрономическое древнерусское произведение, содержащееся в виде статьи в приложении к спискам древнеславянских сборников Кормчих книг.

## История текста и содержание памятника
«Возглашение...», переведенное с какого-то византийского текста VI века, было известно на Руси с XI века. Однако вне Кормчих книг оно не получило распространения, поскольку древнеримский календарь с минусовым значением чисел не был на Руси широко известен. Во всех списках оно содержалось в полном виде, с таблицами соответствия календ, нон и ид общераспространенному календарю. Лишь в Синодальном списке эта статья была значительно сокращена, в ней опущены таблицы и оставлено только введение с рассказом о древнеримском календаре.
В «Возглашении...» говорится, что у римлян вначале имелся лунный календарь, который затем был заменен солнечным с 365 днями в году, а также дополнительно «висекостъ» каждый четвертый год. Далее рассказывается о календах, нонах и идах, их происхождении, значении этих слов и счете дней с примерами. В конце дан календарь на весь год с 1 января, с указанием соответствия счета с нарастающими числами счету на календы, иды и ноны.
В середине XII века в Новгороде материалы «Возглашения...» были использованы для датировок в летописных статьях 6644 и 6645 годов в Новгородской первой летописи.
В древнерусском переводе автором текста «Возглашения...» назван Великий книжник Антиохийский. Это неясное определение создает значительные трудности в точном определении его личности. К тому же, греческий подлинник этого произведения так и не найден.
Подробный анализ древнерусского текста, его современную научную публикацию и перевод на русский язык произвёл П. В. Кузенков.

## Проблема авторства
Первоначально было высказано мнение (В. Н. Бенешевичем), что автор текста «Возглашения...» — Реторий Египетский. С этим согласились некоторые исследователи древнерусской литературы (Я. Н. Щапов, М. В. Корогодина). Однако это предположение было подвергнуто критике (Й. Зондеркамп, П. В. Кузенков). Сейчас «Возглашение о календах, нонах и идах» предварительно атрибутируется Иоанну Малале (П. В. Кузенков).